# Luke Evans
Luke George Evans  (Pontypool, 15 de abril de 1979) é um ator e cantor galês. 
Sua primeira atuação profissional no cinema foi no filme Sex & Drugs & Rock & Roll, seguido de Robin Hood, O Retorno de Tamara e o sucesso de bilheteria Fúria de Titãs (todos em 2010).
Protagonizou os filmes , Os Três Mosqueteiros (2011), Drácula: A História Nunca Contada (2014), O Corvo (2012), Ninguém Sobrevive (2012), A Garota no Trem (2019),  A Bela e a Fera (2017), ANNA (2019). Atualmente está na série The Alienist, na Netflix, como o ilustrador de jornal John Moore.

## Início e educação

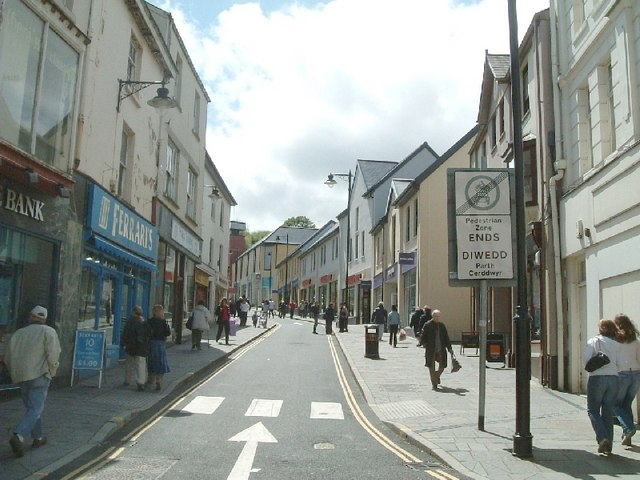
Pontypool, cidade natal de Evans.

Evans nasceu em Pontypool, e foi criado em Aberbargoed, uma pequena cidade no Rhymney Valley, no País de Gales, Evans é o único filho de Yvonne (nascida Lewis) e David Evans. Ele foi Testemunha de Jeová por um tempo, embora ele tenha deixado a religião quando tinha dezesseis anos e tenha deixado a escola ao mesmo tempo. Com dezessete anos, mudou-se para Cardiff. Onde estudou sob a supervisão de Louise Ryan, uma treinadora de canto estabelecida.
Ele ganhou uma bolsa de estudos em 1997 para The London Studio Center em Kings Cross, Londres. Evans graduou-se nos anos 2000. Atualmente reside em Shoreditch, Londres.

## Vida pessoal
Evans assumiu a sua homossexualidade, logo no começo de sua carreira para a revista LGBT norte-americana The Advocate, na época ele estava na produção do musical londrino Taboo em 2002.
Por mais que Evans tenha se assumido no começo da carreira, ele não teve nenhum relacionamento público e não fala muito sobre a sua vida privada. Em 2014, Evans reconheceu a importância da comercialização e, apesar de não esconder sua homossexualidade, ele é reticente em discutir isso com a mídia.

## Filmografia

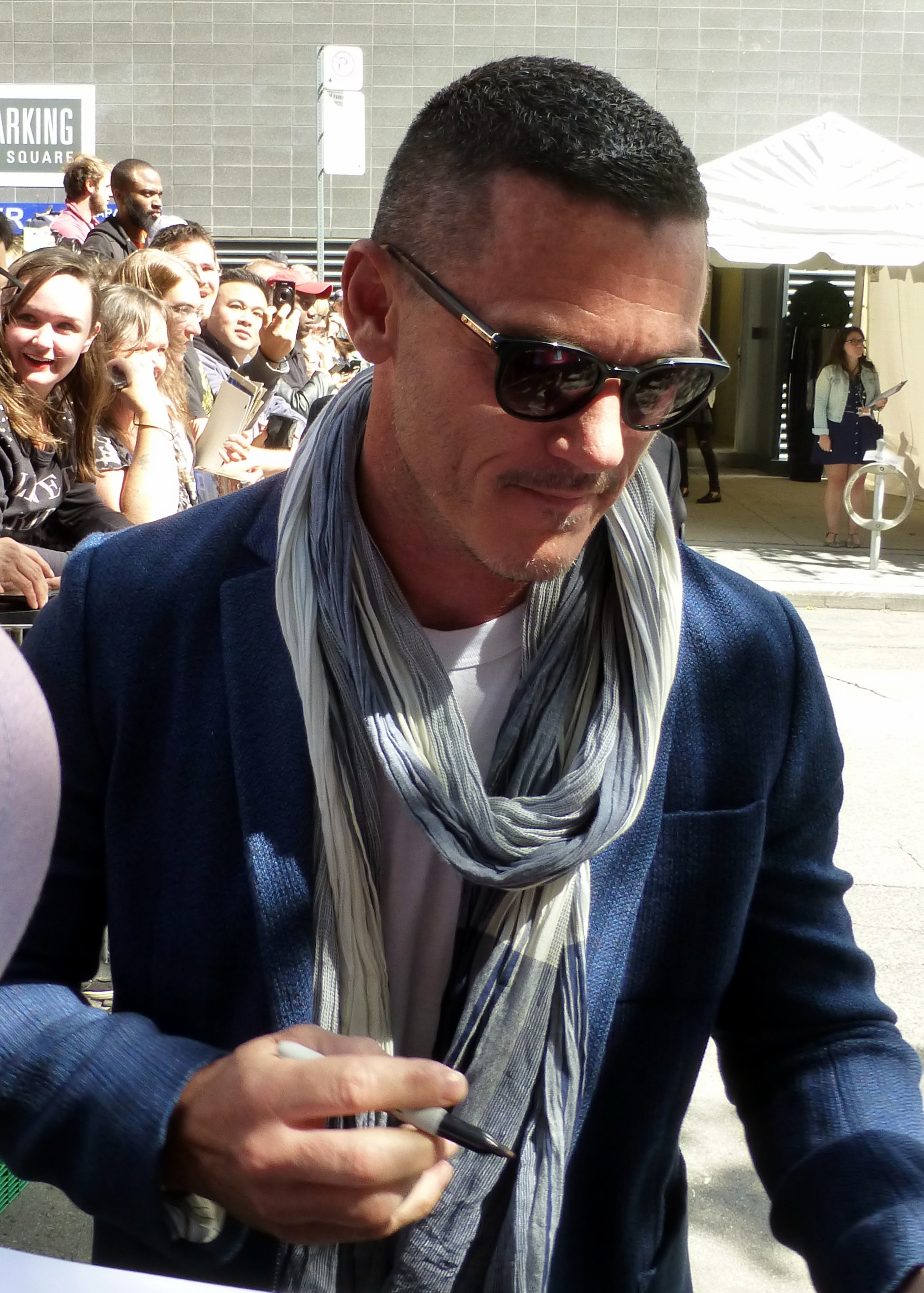
Evans em 2015 na conferência de imprensa de High Rise, em Toronto Film Festival.

## Prêmios e indicações
| Ano  | Prêmio                          | Trabalho nomeado        | Categoria                          | Resultado | Ref(s) |
| ---- | ------------------------------- | ----------------------- | ---------------------------------- | --------- | ------ |
| 2014 | Monte-Carlo Television Festival | The Great Train Robbery | Outstanding Actor in a Mini-Series | Indicado  | [ 12 ] |
| 2014 | Acapulco Black Film Festival    | Fast & Furious 6        | Best Ensemble Cast                 | Indicado  | [ 13 ] |
| 2015 | British Independent Film Awards | High Rise               | Best Supporting Actor              | Indicado  | [ 14 ] |
| 2017 | MTV Movie & TV Awards           | Beauty and the Beast    | Best Duo (com Josh Gad)            | Indicado  | [ 15 ] |
| 2017 | Teen Choice Awards              | Beauty and the Beast    | Choice Movie: Villain              | Venceu    | [ 16 ] |
| 2017 | Teen Choice Awards              | Beauty and the Beast    | Choice Hissy Fit                   | Indicado  | [ 16 ] |